# Madì
Madì è un movimento artistico che nasce in Argentina nel 1946 per iniziativa di Gyula Kosice, Carmelo Arden Quin, Rhod Rothfuss. Nelle intenzioni originarie vi era l'intento di comprendere tutte le forme di espressione artistica. Con ciò intendevano incidere sulle arti plastiche, pittoriche, musica, letteratura e qualunque forma di espressione potesse essere definita artistica.
Principalmente il movimento si espresse nelle arti figurative seguendo i dettami della rappresentazione astratto geometrica.
Le origini del movimento possono essere fatte risalire al 1941 con la fondazione della rivista Arturo dalla cui scissione nel 1945 nascono il movimento Arte Concreto Invencìon per iniziativa di Tomás Maldonado, Lidi Prati, Edgard Bayley e il movimento Madì.

Nel 1947 il movimento Madì si divide. Da una parte Gyula Kosice dall'altra Carmelo Arden Quin che crea a Parigi un movimento indipendente da quello di Buenos Aires.

Nel 1948 il movimento Madì viene invitato a partecipare al primo Salón de Réalités Nouvelles a Parigi  come rappresentante dell'Argentina.
In Italia il termine Madì assume diversi significati. Alcune persone lo definiscono come abbreviazione di MAterrialismo DIalettico, altri come abbreviazione di MAteria DImensione. Anche se in una intervista del 1958 Carmelo Arden Quin lo definì "Movimiento Abstraccion Dimension Invencion" , mentre Gyula Kosice rivendica la coniazione del nome del movimento facendola risalire allo slogan dei repubblicani spagnoli: "Madrid, Madrid, no pasaràn"
In Europa, una delle prime mostre sul MADI', è realizzata in Francia dalla galleria Alexandre de la Salle a Saint Paul de Vence, in collaborazione con la Galleria milanese Arte Struktura nel giugno 1993 (8-maggio- 1993, 9-6-1993). Gli artisti invitati erano Salvador Presta e l'Italiano Lorenzo Piemonti.
Il pensiero Madì viene portato in Italia dall'artista Arden Quin nel 1994 con una mostra al Museo di Gallarate, e nel 1996 con una mostra assieme a Salvador Presta e Volf Roitman a Milano presso la Galleria Arte Struktura.
In Italia il movimento attecchisce rapidamente coinvolgendo gli artisti che si riallacciano ai movimenti di Arte Concreta e alle esperienze di Astrattismo geometrico.